# Allen Timpany
 (mai 2025).
Si vous disposez d'ouvrages ou d'articles de référence ou si vous connaissez des sites web de qualité traitant du thème abordé ici, merci de compléter l'article en donnant les références utiles à sa vérifiabilité et en les liant à la section « Notes et références ».
Allen Timpany, né le 30 mai 1956, est un pilote automobile britannique. 

## Carrière
- 2005 : ALMS (catégorie LMP2), non classé
- 2006 : 24 Heures du Mans (catégorie LMP2), 2e
  - Le Mans Series, 5e
  - ALMS (catégorie LMP2), 9e
- 2007 : 24 Heures du Mans (catégorie LMP2), 1er
  - Le Mans Series, 6e